# ゴールデングローブ賞 作曲賞
ゴールデングローブ賞 作曲賞（Golden Globe Award for Best Original Score）は、ゴールデングローブ賞の部門の一つ。

## 受賞リスト

### 1940年代
- 1948年 - マックス・スタイナー（ライフ・ウィズ・ファーザー）
- 1949年 - ブライアン・イースデイル（赤い靴）

### 1950年代
- 1950年 - ジョン・E・グリーン（検察官閣下）
- 1951年 - フランツ・ワックスマン（陽のあたる場所）
- 1952年 - ヴィクター・ヤング（旅愁）
- 1953年 - ディミトリ・ティオムキン（真昼の決闘）
- 1952年 - 1959年 受賞者なし
- 1959年 - アーネスト・ゴールド（渚にて）

### 1960年代
- 1960年 - ディミトリ・ティオムキン（アラモ）
- 1961年 - ディミトリ・ティオムキン（ナバロンの要塞）
- 1962年 - エルマー・バーンスタイン（アラバマ物語）
- 1963年 - 受賞者なし
- 1964年 - ディミトリ・ティオムキン（ローマ帝国の滅亡）
- 1965年 - モーリス・ジャール（ドクトル・ジバゴ）
- 1966年 - エルマー・バーンスタイン（ハワイ）
- 1967年 - フレデリック・ロウ（キャメロット）
- 1968年 - アレックス・ノース（栄光の座）
- 1969年 - バート・バカラック（明日に向って撃て!）

### 1970年代
- 1970年 - フランシス・レイ（ある愛の詩）
- 1971年 - アイザック・ヘイズ（黒いジャガー）
- 1972年 - ニーノ・ロータ（ゴッドファーザー）
- 1973年 - ニール・ダイアモンド（かもめのジョナサン）
- 1974年 - アラン・ジェイ・ラーナー（星の王子さま）
- 1975年 - ジョン・ウィリアムズ（ジョーズ）
- 1976年 - ケニー・アッシャー（スター誕生）
- 1977年 - ジョン・ウィリアムズ（スター・ウォーズ）
- 1978年 - ジョルジオ・モロダー（ミッドナイト・エクスプレス）
- 1979年 - カーマイン・コッポラ、フランシス・フォード・コッポラ（地獄の黙示録）

### 1980年代
- 1980年 - ドミニク・フロンティア（スタントマン）
- 1981年 - 受賞者なし
- 1982年 - ジョン・ウィリアムズ（E.T.）
- 1983年 - ジョルジオ・モロダー（フラッシュダンス）
- 1984年 - モーリス・ジャール（インドへの道）
- 1985年 - ジョン・バリー（愛と哀しみの果て）
- 1986年 - エンニオ・モリコーネ（ミッション）
- 1987年 - 坂本龍一、デイヴィッド・バーン（ラストエンペラー）
- 1988年 - モーリス・ジャール（愛は霧のかなたに）
- 1989年 - アラン・メンケン（リトル・マーメイド）

### 1990年代
- 1990年 - 坂本龍一、リチャード・ホロヴィッツ（シェルタリング・スカイ）
- 1991年 - アラン・メンケン（美女と野獣）
- 1992年 - アラン・メンケン（アラジン）
- 1993年 - 喜多郎（天と地）
- 1994年 - ハンス・ジマー（ライオン・キング）
- 1995年 - モーリス・ジャール（雲の中で散歩）
- 1996年 - ガブリエル・ヤレド（イングリッシュ・ペイシェント）
- 1997年 - ジェームズ・ホーナー（タイタニック）
- 1998年 - フィリップ・グラス、ブルクハルト・ダルウィッツ（トゥルーマン・ショー）
- 1999年 - エンニオ・モリコーネ（海の上のピアニスト）

### 2000年代
- 2000年 - ハンス・ジマー、リサ・ジェラルド（グラディエーター）
- 2001年 - クレイグ・アームストロング（ムーラン・ルージュ）
- 2002年 - エリオット・ゴールデンサール（フリーダ）
- 2003年 - ハワード・ショア（ロード・オブ・ザ・リング/王の帰還）
- 2004年 - ハワード・ショア（アビエイター）
- 2005年 - ジョン・ウィリアムズ（SAYURI）
- 2006年 - アレクサンドル・デプラ（ペインテッド・ヴェール ある貴婦人の過ち）
- 2007年 - ダリオ・マリアネッリ（つぐない）
- 2008年 - A・R・ラフマーン（スラムドッグ$ミリオネア）
- 2009年 - マイケル・ジアッキーノ（カールじいさんの空飛ぶ家)

### 2010年代
- 2010年 - トレント・レズナー、アッティカス・ロス（ソーシャル・ネットワーク）
- 2011年 - ルドヴィック・ブールス（アーティスト）
- 2012年 - マイケル・ダナ（ライフ・オブ・パイ/トラと漂流した227日）
- 2013年 - アレックス・エバート （オール・イズ・ロスト 〜最後の手紙〜）
- 2014年 - ヨハン・ヨハンソン （博士と彼女のセオリー）
- 2015年 - エンニオ・モリコーネ （ヘイトフル・エイト）
- 2016年 - ジャスティン・ハーウィッツ （ラ・ラ・ランド）
- 2017年 - アレクサンドル・デスプラ（シェイプ・オブ・ウォーター）
- 2018年 - ジャスティン・ハーウィッツ（ファースト・マン）
- 2019年 - ヒドゥル・グドナドッティル（ジョーカー）

### 2020年代
- 2020年 - ジョン・バティステ、トレント・レズナー、アッティカス・ロス（ソウルフル・ワールド）
- 2021年 - ハンス・ジマー（DUNE/デューン 砂の惑星）
- 2022年 - ジャスティン・ハーウィッツ（バビロン）